# Mainfranken
Mainfranken bezeichnet in neuerer Zeit den gemeinsamen Wirtschaftsraum um Würzburg und Schweinfurt. Die Region oder auch Regionalregion Mainfranken umfasst zwei der drei Regionen des bayerischen Regierungsbezirks Unterfranken, nämlich die Region 2, Würzburg und die Region 3, Main-Rhön mit ihren Oberzentren Würzburg und Schweinfurt. 
Der Spessart trennt Mainfranken von der Region 1 Bayerischer Untermain. Damit bezeichnet Mainfranken die am Maindreieck und am östlichen Mainviereck gelegenen Gebiete Unterfrankens. Mainfranken stimmt somit weitgehend (ohne die Weinlagen im westlichen Mainviereck und am Hahnenkamm sowie in Mittelfranken) mit dem Weinanbaugebiet Franken überein. Teilweise wird der Begriff „Mainfranken“ allerdings von dieser engen Definition abweichend verwendet, zum Beispiel für ein Gebiet um Lohr am Main und Karlstadt, Würzburg, Schweinfurt, Haßberge, Steigerwald und Bamberg.

Lage Mainfrankens in Deutschland

## Begrifflichkeit
„Mainfranken“ ist keine Region im Sinne der Raumordnung auf Landesebene, der Regional- und Landesplanung oder des Bayerischen Landesentwicklungsprogrammes, nach denen Unterfranken in die drei (Planungs)-Regionen Bayerischer Untermain (Region 1), Würzburg (Region 2) und Main-Rhön (Region 3) eingeteilt ist, die jeweils von regionalen Planungsverbänden verwaltet werden.
Im allgemeinen Sprachgebrauch können mit Mainfranken die meisten am Main gelegenen und auch außerhalb von Unterfranken liegenden fränkischen Gebiete mit Mainfranken gemeint sein. Zudem wird mit Mainfranken zuweilen auch das mittelalterliche Herzogtum Ostfranken bezeichnet. Während in dieser Hinsicht der Obermain zu Ostfranken zählt, ist der Mittelmain bereits Teil Westfrankens. Der Bayerische Untermain zählt als ehemals Kurmainzisches Territorium hingegen nicht zu Mainfranken, sondern lediglich zum Bayerischen Regierungsbezirk Unterfranken.
Von Fritz Knapp, Professor für Kunstgeschichte an der Universität Würzburg, wurde der Begriff „Mainfranken“ als ein Gebiet definiert, das von Bamberg über Würzburg bis Aschaffenburg reiche.
Der ehemalige „Gau Unterfranken“ wurde unter Gauleiter Otto Hellmuth 1934 in „Gau Mainfranken“ umbenannt. Amtlich wurde der Begriff „Mainfranken“ durch Verordnung der bayerischen Staatsregierung vom 20. Mai 1938 (GVBl. 1938, 199) eingeführt und löste mit Wirkung vom 1. Juni 1938 die bisherige Bezeichnung „Unterfranken und Aschaffenburg“ ab. Daher wird manchmal auch heute Mainfranken synonym zu Unterfranken gesehen. Nach Ende des sogenannten Dritten Reiches wurde der Name am 15. Juli 1946 erneut geändert und der Regierungsbezirk „Unterfranken“ ohne den Zusatz Aschaffenburg genannt.
Mit der Geschichte Mainfrankens beschäftigte sich die von der Main-Post von 1950 bis 1969 als Beilage zur Tageszeitung herausgegebene Schrift Die Mainlande. Geschichte und Gegenwart.
Aus heutiger Sicht hat sich die geographische Definition Mainfrankens als „das Gebiet der beiden Planungsregionen Würzburg und Schweinfurt/Main-Rhön“ durchgesetzt. Gleichzeitig entspricht Mainfranken damit der geographischen Ausdehnung des Kammerbezirks der IHK Würzburg-Schweinfurt sowie der kommunalen Arbeitsgemeinschaft Chancen-Region Mainfranken.
| Einwohner            | 956.104                             |
| Fläche               | 7.000 km²                           |
| Bevölkerungsdichte   | 136 Einw./km²                       |
| Städte und Gemeinden | 234                                 |
| Größte Städte        | Würzburg 127.752 Schweinfurt 54.765 |

Im administrativen Sinne umfasst Mainfranken folgende kommunalen Gebietskörperschaften:
- Kreisfreie Stadt Schweinfurt (54.765 Einwohner)
- Kreisfreie Stadt Würzburg (127.752 Einwohner)
- Landkreis Bad Kissingen (104.660 Einwohner)
- Landkreis Haßberge (85.157 Einwohner)
- Landkreis Kitzingen (93.634 Einwohner)
- Landkreis Main-Spessart (127.395 Einwohner)
- Landkreis Rhön-Grabfeld (80.436 Einwohner)
- Landkreis Schweinfurt (116.746 Einwohner)
- Landkreis Würzburg (165.559 Einwohner)

Auch die Sparkasse Mainfranken Würzburg führt die Region im Unternehmensnamen.

## Naturraum Mainfranken

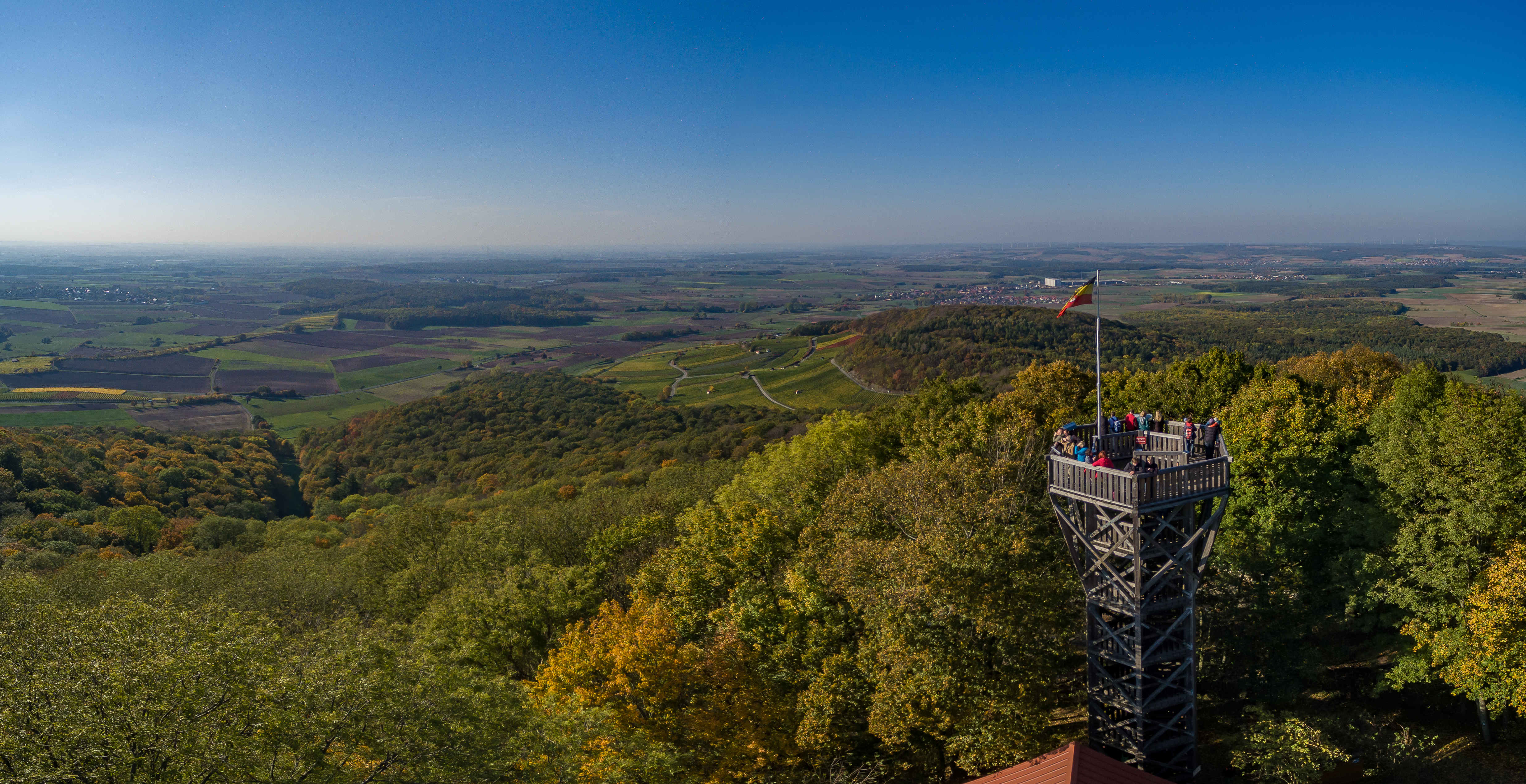
Blick vom Steigerwald (Zabelstein)
nach Nordwesten über das Schweinfurter Becken

In naturräumlicher Hinsicht wird Mainfranken gerne als landschaftliche Dreiheit aus Gäuflächen, den Tälern des Mains und seiner Zuflüsse sowie den rahmenden Mittelgebirgen gesehen, was nicht ganz zutreffend ist.
Die Mainfränkischen Platten bilden die zentrale naturräumliche Einheit Mainfrankens. Unkorrekt wird dieser Teil Mainfrankens häufig als Gäulandschaft bezeichnet, was jedoch nur für intensiv agrarisch genutzte Teilbereiche mit flachwelligem Relief und fruchtbaren Böden auf Löss gilt: Grabfeld(gau), Gäuplatten im Maindreieck sowie Ochsenfurter Gau. In diesen Kulturlandschaften werden  Zuckerrüben, Weizen, Braugerste und Raps angebaut. Teilweise wird Erwerbsgartenbau, insbesondere Gemüseanbau betrieben. Die Ebenen des Steigerwaldvorlandes und des Schweinfurter Beckens, die Hügellandschaften des Hesselbacher Waldlands (Schweinfurter Rhön), der Marktheidenfelder Platte und der Wern-Lauer-Platten sind Teil der Mainfränkischen Platten, jedoch keine Gäulandschaften.
Die in die Mainfränkischen Platten und Randgebiete eingeschnittenen Flussläufe des Mains und seiner Hauptzuflüsse Fränkische Saale, Sinn und Wern bilden mit ihren Talhängen die natürliche Basis für den mainfränkischen Weinbau.
Eingerahmt wird Mainfranken von den Mittelgebirgslandschaften Rhön im Norden, Spessart im Westen sowie Haßberge und Steigerwald im Osten. Mit der Einrichtung von vier Naturparks werden diese wertvollen Kulturlandschaften in ihrer heutigen Form bewahrt und gleichzeitig für einen naturnahen, sanften Tourismus in Wert gesetzt. Zudem wurde die Rhön im Jahre 1991 länderübergreifend von der UNESCO als Biosphärenreservat anerkannt.

## Wirtschaft
| Unternehmen                  | 60.000                             |
| Beschäftigte (gesamt)        | 315.244                            |
| Beschäftigte (nach Sektoren) | Produzierendes Gewerbe: 39 %       |
| Beschäftigte (nach Sektoren) | Handel, Gastgewerbe, Verkehr: 22 % |
| Beschäftigte (nach Sektoren) | Sonstige Dienstleistungen: 38 %    |
| Beschäftigte (nach Sektoren) | Land- und Forstwirtschaft: 1 %     |
| BIP in Mio. €                | 26.118                             |
| BIP je Einwohner in €        | 29.269                             |
| Exportquote                  | 41,8 %                             |
| Arbeitslosenquote            | 3,7 %                              |

Bis in die Mitte des 20. Jahrhunderts war Mainfranken mit Ausnahme Schweinfurts noch stark landwirtschaftlich geprägt und hat sich in den letzten Jahrzehnten zu einem modernen Industrie- und Dienstleistungsstandort entwickelt, der von Eurostat inzwischen regelmäßig unter den TOP 10 der führenden Hightech-Standorte Europas gelistet wird.
Insgesamt sind 60.000 Unternehmen aus einem breiten Branchenspektrum in Mainfranken beheimatet. Dieses reicht von traditionellen Handwerksbetrieben über Dienstleistungsunternehmen bis hin zu Global Player und mittelständischen Unternehmen aus Industriebranchen wie Maschinenbau und Automobilzulieferung.
Zu den in Mainfranken angesiedelten bekannten Marken gehören unter anderem BASF (Würzburg), Bionade (Ostheim/Rhön), Bosch Rexroth (Lohr am Main, Schweinfurt, Volkach), Braun (Marktheidenfeld), Danone (Ochsenfurt), Eichetti (Werneck), Fränkische Rohrwerke (Königsberg in Bayern), Fresenius Medical Care (Schweinfurt), Knauf (Iphofen), Kneipp GmbH (Würzburg), Koenig & Bauer (Würzburg), Kühne (Sennfeld), Meßmer Tee (Grettstadt), René Lezard (Stadtschwarzach), Rhön-Klinikum (Bad Neustadt/Saale), Schaeffler/FAG (Schweinfurt), Sener Tec (Schweinfurt), s.Oliver (Rottendorf), Siemens (Bad Neustadt/Saale), SKF (Schweinfurt), SRAM (Schweinfurt), Winora-Staiger (Schweinfurt) und ZF Friedrichshafen, vormals Fichtel & Sachs (Schweinfurt).
Ein weiterer, stark in Mainfranken verwurzelter Wirtschaftszweig ist der Weinbau. Vor allem im Rahmen der touristischen Inwertsetzung der Region kommt diesem eine große Bedeutung zu, ist doch sowohl die Kulturlandschaft, als auch das Image und Selbstverständnis Mainfrankens stark von der Weinwirtschaft geprägt. Der Bocksbeutel – Symbol des fränkischen Weinbaus – ist seit mindestens 250 Jahren typisches Behältnis für den Frankenwein.
Der Tourismus gewinnt in neuerer Zeit in Mainfranken immer mehr an Bedeutung, mit den touristischen Hauptzentren Würzburg, der Volkacher Mainschleife, Bad Kissingen und der stark zugenommenen Befahrung des Mains durch Kreuzfahrtschiffe. Ferner hat sich seit dem 21. Jahrhundert auch Schweinfurt als Kunststadt etabliert.

### Kompetenzfelder

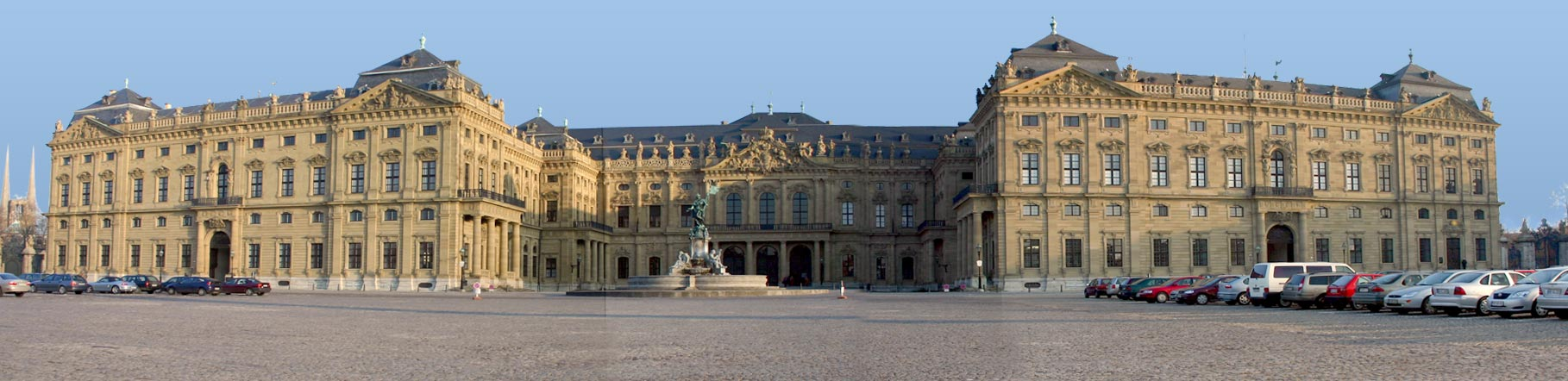
Würzburger Residenz, seit 1981 UNESCO Weltkulturerbe

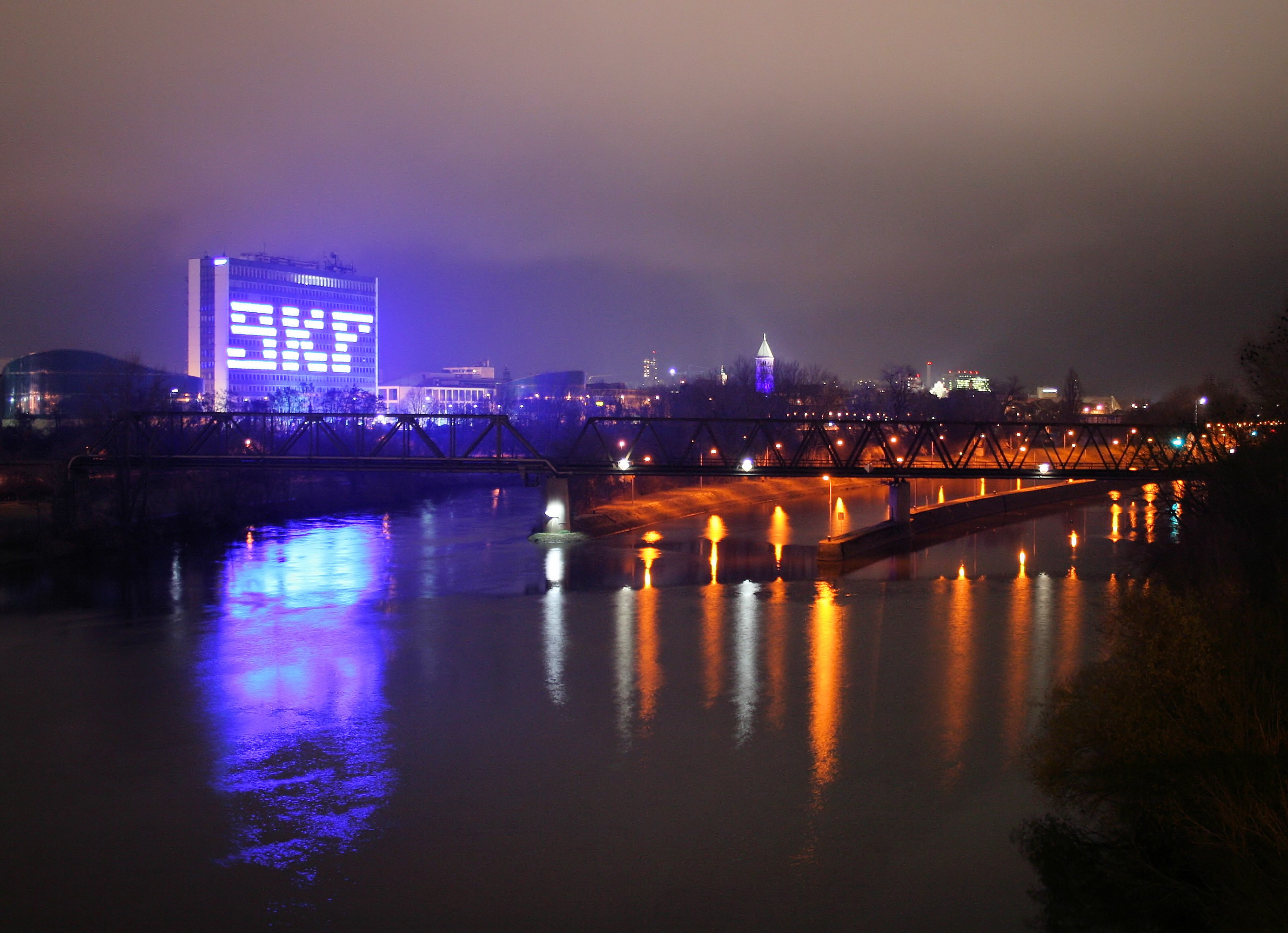
Schweinfurter Skyline bei Nacht,
mit Deutscher Hauptverwaltung der SKF

Folgende überregional bedeutsamen Wirtschaftssektoren wurden im Rahmen einer Prognos-Studie als Kernkompetenzen des Wirtschaftsstandortes Mainfranken identifiziert:

#### Fahrzeugbau/Maschinenbau
Im Bereich Fahrzeugbau/Maschinenbau belegt Mainfranken laut Studie Rang vier unter bundesweit 97 Regionen und fungiert als Drehscheibe zwischen den Standorten der großen Automobilhersteller. Gefertigt werden Präzisions- und Wälzlager, Bremsen und Kupplungen, Antriebs- und Steuerungstechnik, Hydraulik, Druckmaschinen, Kfz-Elektromotoren und Kfz-Bediensysteme. Den hohen Stellenwert des Sektors verdeutlicht die überproportionale Steigerung der Beschäftigtenzahl auf über 40.000 in den vergangenen Jahren.
Die Standorte der Unternehmen finden sich in Schweinfurt, den Landkreisen Main-Spessart, Haßberge, Rhön-Grabfeld, Würzburg und Kitzingen.

#### Gesundheit

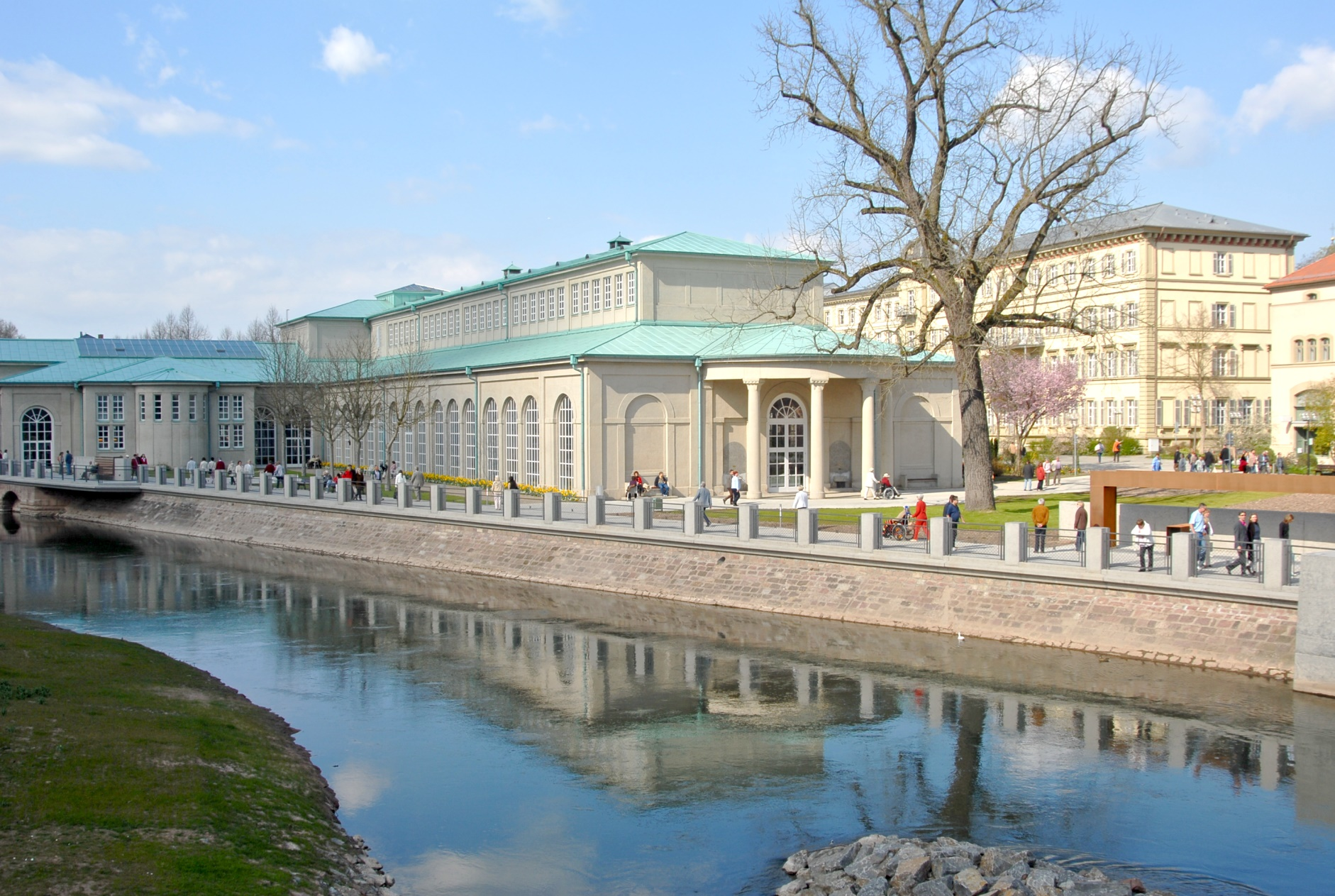
Bad Kissingen, Teil des UNESCO-Weltkulturerbes Bedeutende Kurstädte Europas

Ein Standbein des Gesundheitssektors in Mainfranken bildet die Bio- und Medizintechnologie. Deren Entstehung wurde maßgeblich von den wissenschaftlich-medizinischen Einrichtungen der Universität Würzburg, der Fachhochschule Würzburg-Schweinfurt sowie des Universitätsklinikums Würzburg geprägt.
Die nördlich gelegenen Gebiete Mainfrankens hingegen haben sich auf das Kur- und Klinikwesen sowie den Wellnessbereich spezialisiert. Im Bäderland Bayerische Rhön mit den Kurorten Bad Kissingen, Bad Brückenau, Bad Neustadt, Bad Bocklet und Bad Königshofen werden heute Heil-, Kur- und Rehaverfahren realisiert.

#### Neue Materialien
Basis der mainfränkischen Kompetenz in der Querschnittstechnologie Neue Materialien bilden die in der Region ansässigen Forschungseinrichtungen der beiden Hochschulen sowie außeruniversitäre Forschungszentren, wie das Fraunhofer-Institut für Silicatforschung, das Süddeutsche Kunststoff-Zentrum, das Bayerische Zentrum für angewandte Energieforschung e. V. (ZAE Bayern) oder die Neue Materialien Würzburg GmbH. Die in Würzburg ansässige Nanoinitiative Bayern GmbH übernimmt die Clustermanagement-Aufgaben des bayerischen Nanotechnologie-Clusters.
Themenschwerpunkten der regionalen Werkstoffkompetenz in Forschung und Anwendung liegen in den Bereichen Funktionswerkstoffe, Kunststofftechnologie, Copolymere, Verarbeitungstechnologie, Nanostrukturierte Materialien sowie Komposite.

#### Logistik
Auf Grund der zentralen, verkehrsgünstigen Lage in Deutschland und Europa weist die Logistik in Mainfranken überdurchschnittliche Wachstumsraten auf. So konnten in den vergangenen Jahren zahlreiche neue Logistikzentren international agierender Unternehmen realisiert und die regionalen Logistikkompetenzen in Forschung und Anwendung erweitert werden. Diese liegen vor allem in den Bereichen Komplexe Logistiksysteme, Tracking & Tracing sowie Logistik-IT-Systeme.

## Verkehr

### Straße

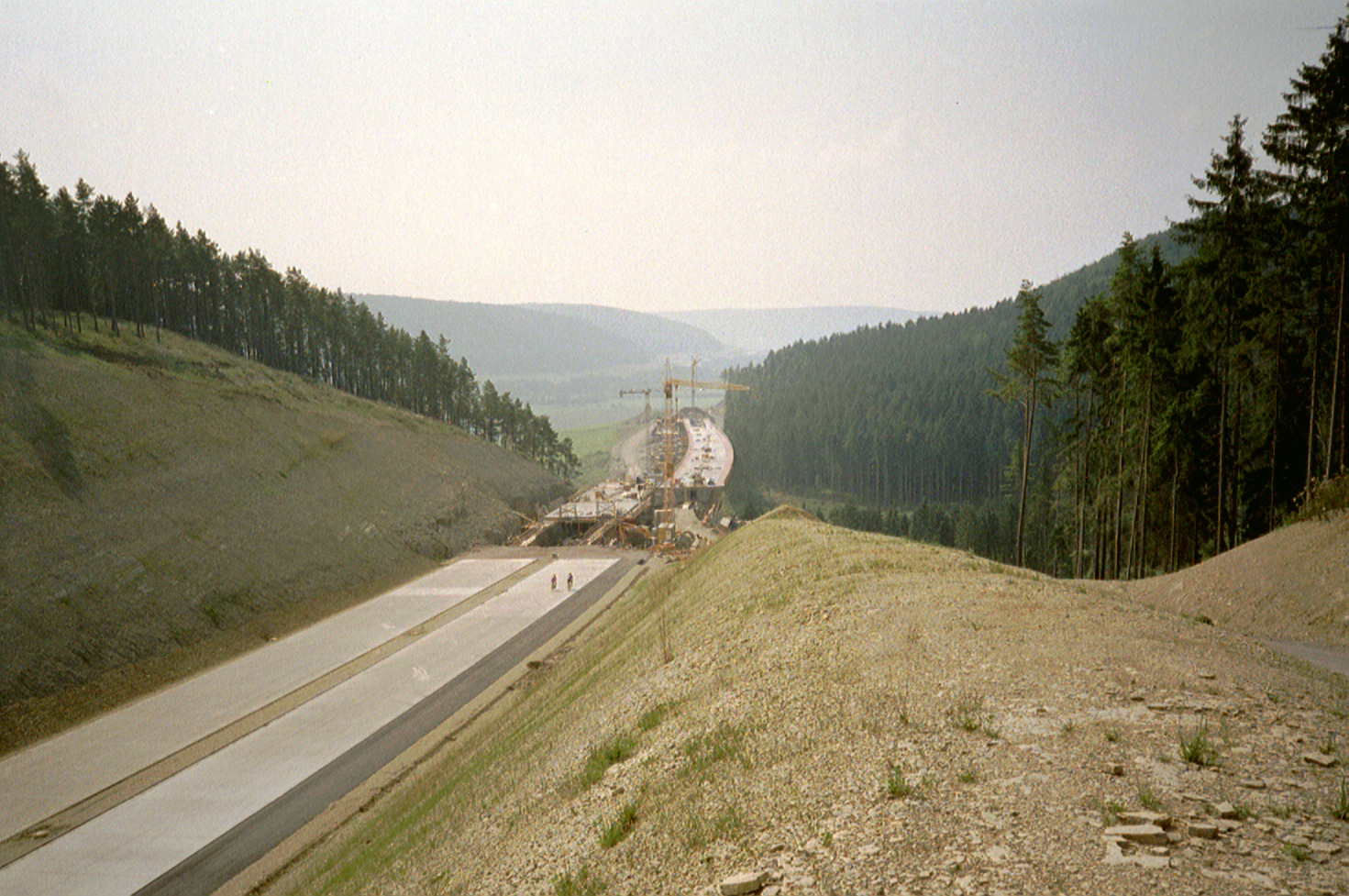
Verkehrsprojekt Deutsche Einheit Nr. 16, Thüringerwaldautobahn A 71 Erfurt–Schweinfurt 2002 im Bau. Teuerste Autobahn Deutschlands

Mainfranken ist über die beiden Hauptachsen A 3 in West-Ost-Richtung und A 7 in Nord-Süd-Richtung an das europäische Fernstraßennetz angebunden. Ergänzt werden diese durch die Autobahnen A 70 (Richtung Bamberg/Bayreuth), A 71 (Richtung Thüringen/Erfurt) und A 81 (Richtung Stuttgart).

### Schiene
Mit dem Hauptbahnhof Würzburg als Knotenpunkt hat die Region unmittelbaren Anschluss an das europäische Bahnfernverkehrsnetz. In Schweinfurt ist ein Containerterminal. Des Weiteren befindet sich in Gemünden am Main ein Bahnknoten, der als Drehkreuz im Fracht- und Güterverkehr der Eisenbahnverkehrsunternehmen fungiert.

### Wasserweg
Der Main ist prägendes Landschaftselement und mit seiner Schifffahrt traditioneller Verkehrsweg der Region. Über den Rhein-Main-Donau-Kanal verbindet der Main heute die Nordsee mit dem Schwarzen Meer und ist somit in eine der zentralen europäischen Wasserstraßen eingebunden. Mit den Häfen in Aschaffenburg, Würzburg, Schweinfurt, Haßfurt, Kitzingen, Marktbreit, Ochsenfurt und der Lände Zeil am Main verfügt die Region über acht Umschlagplätze vom Schiff auf andere Verkehrsträger.

### Luftverkehr
Auf Grund der guten verkehrsinfrastrukturellen Vernetzung mit den benachbarten Metropolen über Schiene und Straße sind die Flughäfen Frankfurt, Nürnberg und Stuttgart schnell zu erreichen. Die regionalen Verkehrslandeplätze Giebelstadt (bei Würzburg) und Haßfurt (bei Schweinfurt) werden hauptsächlich für den Geschäftsreiseverkehr mainfränkischer Unternehmen genutzt.

### Öffentlicher Personennahverkehr
Seit dem 1. Januar 2025 ist die gesamte Region Mainfranken im Verkehrsverbund „Nahverkehr Mainfranken“ (NVM) organisiert. Dieser sorgt für einheitliche Tarife und abgestimmte Fahrpläne unter den verschiedenen Trägern des öffentlichen Nahverkehrs. Zuvor existierten in Mainfranken verschiedene Verbünde und Verkehrsgemeinschaften, unter anderem der Verkehrsverbund Mainfranken (VVM) im Raum Würzburg und die Verkehrsgemeinschaft Schweinfurt in Stadt und Landkreis Schweinfurt.

## Regionalentwicklung – Region Mainfranken GmbH
Vor dem Hintergrund des verschärften Wettbewerbs der Regionen wurde im Jahr 2011 die Region Mainfranken GmbH gegründet.
Gesellschafter der Regionalentwicklungsgesellschaft sind die
- sieben mainfränkischen Landkreise
- zwei kreisfreien Städte
- Wirtschaftskammern IHK Würzburg-Schweinfurt und HWK für Unterfranken

Unter dem Dach der Region Mainfranken GmbH sind die zentralen regionalen Akteure versammelt, mit dem Kernmotiv, alle vorhandenen Kräfte zu Gunsten einer aktiven Gestaltung der Zukunft Mainfrankens zu bündeln.
Zentrale Aufgabe der Regionalentwicklungsgesellschaft ist die Stärkung der Region als eigenständigen, attraktiven Wirtschaftsstandort und Lebensraum durch Projekte im Regionalmarketing in der Regionalentwicklung.